# Adrienne Frantz
Adrienne Danielle Frantz (* 7. Juni 1978 in Mount Clemens, Michigan) ist eine US-amerikanische Schauspielerin, Sängerin und Songwriterin. Bekanntheit erlangte sie durch die Rolle der Amber Moore in der Fernsehserie Reich und Schön, für die sie 2001 mit dem Daytime Emmy Award ausgezeichnet wurde.

## Leben und Karriere
Schon früh interessierte sich Frantz für den Gesang und die Schauspielerei. Als Jugendliche sang sie regelmäßig die Nationalhymne auf Sportveranstaltungen in Detroit. Nach der Scheidung ihrer Eltern zog sie mit 16 Jahren nach New York, um Schauspiel zu studieren. Dort stand sie erstmals für Werbespots vor der Kamera.
Frantz’ Karriere begann 1997 nach einem Umzug nach Los Angeles: In der Aaron-Spelling-Seifenoper Sunset Beach übernahm sie die Rolle der Tiffany Thorne. Im selben Jahr wechselte sie zur Seifenoper Reich und Schön, in der sie schnell zu den beliebtesten Schauspielern zählte. Neben der Schauspielerei arbeitet sie auch an einer Karriere als Sängerin: In der Serie sang sie mehrfach eigene Kompositionen. 2005 verließ sie Reich und Schön um ein Album aufzunehmen und sich nur noch der Musik zu widmen. Lange Zeit war sie mit dem Sängerkollegen John Rzeznik der Rockgruppe Goo Goo Dolls zusammen, bevor sie sich 2005 trennten. Von 2006 bis 2010 stand sie wieder als Amber Moore vor der Kamera. Diesmal allerdings nicht für Reich und Schön, sondern deren Schwestern-Soap Schatten der Leidenschaft. 2010 kehrte sie dann wieder zu Reich und Schön zurück. Im Sommer 2007 erschien ihr erstes Album Anomaly bei Wrong Records.

## Filmografie (Auswahl)
- 1997: Sunset Beach (Fernsehserie, 49 Episoden)
- 1997–2010, 2013: Reich und Schön (The Bold and the Beautiful, Fernsehserie)
- 1999: Speedway Junkie (Speedway Junky)
- 1999: Jimmy Zip
- 2001: Rugrats (Fernsehserie, 1 Episode, Stimme)
- 2006–2010: Schatten der Leidenschaft (The Young and the Restless, Fernsehserie, 398 Episoden)
- 2007: Hack!
- 2007: Ed Gein – Der wahre Hannibal Lecter (Ed Gein: The Butcher of Plainfield)
- 2009: Act Your Age
- 2009: Donna on Demand
- 2012: I Married Who? (Fernsehfilm)

## Diskografie
- 2007: Anomaly

## Preise
- 1997: Los Angeles International Music Awards (Best Female Vocalist)
- 1999: Young Artist Award (Reich und Schön)
- 2001: Daytime Emmy Award (Outstanding Younger Actress in a Drama Series) (Reich und Schön)